# Бад-Бевензен
Бад-Бевензен (нем. Bad Bevensen) — город в Германии, курорт, расположен в земле Нижняя Саксония. 
Входит в состав района Ильцен. Подчиняется управлению Бефензен.  Население составляет 8634 человека (на 31 декабря 2010 года). Занимает площадь 48,01 км². Официальный код  —  03 3 60 002.
Город подразделяется на 9 городских районов.